# Sông Pô Kô
Krông Pô Kô  là một con sông ở phía tây tỉnh Kon Tum. Nó là một phụ lưu cấp 2 của sông Sê San.
Krông Pô Kô bắt nguồn từ vùng núi ở huyện Đăk Glei, chảy theo hướng Bắc - Nam qua huyện Ngọc Hồi, đổi hướng Tây Bắc - Đông Nam qua huyện Đăk Tô, đổi hướng Bắc - Nam làm thành ranh giới tự nhiên giữa Đăk Tô với Đăk Hà, giữa Sa Thầy với Đăk Hà, giữa Sa Thầy với thành phố Kon Tum rồi đổ vào sông Đăk Bla, từ đó tới sông Sê San.
Trên địa phận huyện Đăk Glei, sông còn có tên đăk Pô Kô, và đoạn gần chỗ hợp lưu với đăk Bla, sông còn có tên krong Pô Kô.
Trên sông Pô Kô có công trình thủy điện Plei Krông.
Bài hát Người lái đò trên sông Pô Kô (nhạc Cầm Phong, lời thơ Mai Trang) mở đầu bằng "Hỡi Pô Kô ơi! Dòng sông mênh mông. Đôi bờ cây xanh biếc, nước chảy xiết sâu thẳm."